# It's Not a Dream
It's Not a Dream è il primo singolo della cantautrice irlandese Sharon Corr, preso dal suo album singolo di debutto intitolato "Dream of You".
Il 15 luglio 2009 Sharon conferma l'uscita del suo nuovo album e del singolo nel programma televisivo "This Morning", dopo che aveva ricevuto l'invito via Twitter dal presentatore Philip Schofield.
Sharon Corr ha pubblicizzato il singolo durante l'estate del 2009 in diversi vestival, come il Festival dell'Isola di Wight e Glastonbury, oltre che in svariate altre manifestazioni in Europa.
Secondo il sito ufficiale di Sharon, in poche ore It's not a Dream è entrata nell'elenco dei Top 100 downloads di iTunes.
Inoltre Sharon Corr ha lavorato con il cantante spagnolo Álex Ubago, cantando e suonando il violino nel terzo singolo dell'album "Calle ilusión", "Amarrado a Ti" (2009). Insieme a lei ha collaborato anche Craig David nella canzone "Buenos Aires" dello stesso album.

## Lancio
| Nazione     | Data           | Etichetta                  | Formato         |
| ----------- | -------------- | -------------------------- | --------------- |
| Irlanda     | 28 agosto 2009 | Bobbyjean Records          | Musica digitale |
| Regno Unito | 31 agosto 2009 | Bobbyjean/Binary To Finary | Musica digitale |

## Tracce
1. "It's Not A Dream" ñ 4:07 (Musica digitale)

## Classifica
| Liste       | Posizione massimo |
| ----------- | ----------------- |
| Irlanda     | 29                |
| Regno Unito | 167               |